# Oscillatoria
De oscillatoria zijn een geslachtsgroep van cyanobacteriën. De bacteriedraden zijn in staat tot een langzaam oscillerende beweging, zoals de naam al aangeeft.

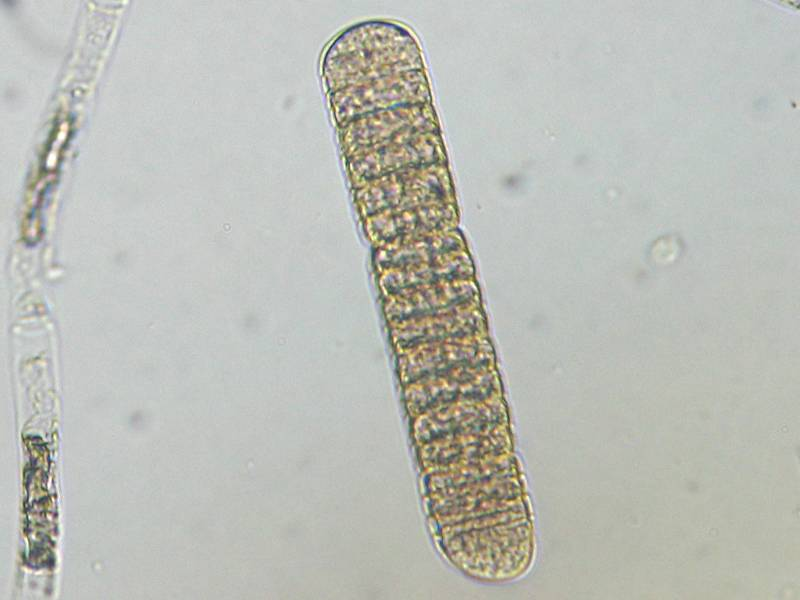

## Kenmerken
Oscillatoria vormen altijd onvertakte draden uit een rij cellen. Ze verschijnen meestal in dichte matten tot enkele centimeters dik, maar slechts zelden afzonderlijk of in kleine groepen. Onder extreme omstandigheden hebben de draden een dunne, kleurloze en stevige omhulling die aan het uiteinde open is. De filamenten zijn recht of licht golvend van vorm en zijn gewoonlijk tussen de 8 en 60 micrometer breed. In goede omgevingsomstandigheden zijn de draden mobiel, ze 'oscilleren'. De cellen zijn van kort cilindrisch tot tonvormig, zelden schijfvormig, maar altijd korter dan breed. De cellen aan het einde van de draden zijn breed afgerond, soms kopvormig. Aerotopen, d.w.z. gasbellen, zijn afwezig in de cellen, maar ze hebben fijne, blauwgroene, bruinachtige of roze gekleurde grana met opgerolde thylakoïden, die meestal onregelmatig door de cel zijn verdeeld.

## Verspreiding en ecologie
Het geslacht is wereldwijd verspreid. De soort groeit op een grote verscheidenheid aan substraten (modder, steen, zand) in zoet water, meestal in ondiep water of de oeverzones, b.v. grote meren. Ze gedijen zelden op natte bodems. Typisch zijn de grote matten, die ondergedompeld in het benthos ontstaan, maar later in grote hoeveelheden op het wateroppervlak drijven.

## Soorten
Type soort is de Oscillatoria princeps, Vaucher ex Gamont, voor het eerst beschreven in 1892. Het geslacht omvat de volgende soorten:
- Oscillatoria additica
- Oscillatoria anguiformis
- Oscillatoria anguina
- Oscillatoria annae
- Oscillatoria bharadwajae
- Oscillatoria bonnemaisonii
- Oscillatoria breviarticulata
- Oscillatoria corakiana
- Oscillatoria curviceps
- Oscillatoria depauperata
- Oscillatoria dzeman-sor
- Oscillatoria engelmanniana
- Oscillatoria euboeica
- Oscillatoria fracta
- Oscillatoria froelichii
- Oscillatoria funiformis
- Oscillatoria gardneriana
- Oscillatoria iltisii
- Oscillatoria jenensis
- Oscillatoria kansuensis
- Oscillatoria kawamurae
- Oscillatoria koetlitzii
- Oscillatoria leavittae
- Oscillatoria leonardii
- Oscillatoria levis
- Oscillatoria limosa
- Oscillatoria lloydiana
- Oscillatoria ludoviciana
- Oscillatoria lutea
- Oscillatoria maharastrensis
- Oscillatoria major
- Oscillatoria maraaensis
- Oscillatoria margaritifera
- Oscillatoria meslinii
- Oscillatoria miniata
- Oscillatoria mitrae
- Oscillatoria nigro-viridis
- Oscillatoria nitida
- Oscillatoria obscura
- Oscillatoria obtusa
- Oscillatoria ornata
- Oscillatoria perornata
- Oscillatoria princeps
- Oscillatoria proboscidea
- Oscillatoria producta
- Oscillatoria pseudocurviceps
- Oscillatoria raytonensis
- Oscillatoria pulchra
- Oscillatoria refringens
- Oscillatoria rhamphoidea
- Oscillatoria rupicola
- Oscillatoria salina
- Oscillatoria sancta
- Oscillatoria serpentina
- Oscillatoria simplicissima
- Oscillatoria subbrevis
- Oscillatoria subcapitata
- Oscillatoria subfusca
- Oscillatoria subproboscidea
- Oscillatoria tenuis
- Oscillatoria transvaalensis
- Oscillatoria vizagapatensis
- Oscillatoria yamadae